# Ellen Lewis Herndon Arthur
Ellen "Nell" Lewis Herndon (30 août 1837, Culpeper Court House – 12 janvier 1880), est l'épouse de Chester Alan Arthur, le 21e président des États-Unis.

## Biographie
Fille du Commander William Lewis Herndon, cousin de Matthew Fontaine Maury, Ellen Lewis Herndon épousa Chester Alan Arthur en 1859. Ils eurent : 
- William Lewis Herndon Arthur (1860-1863) ;
- Chester Alan Arthur II (1864-1937). Diplômé de l'Université de Princeton en 1885 et de la Columbia Law School. Alan Arthur a beaucoup voyagé, a géré une écurie de chevaux réputée, et a pratiqué le polo. À 36 ans, il épouse Myra Townsend Fithian, une héritière de la Californie, fille du major Joel Adams Fithian et petite-fille de Richard B. Connolly. Le couple se sépare après 16 ans de mariage et ont divorcé en 1927 ;
- Ellen Hansbrough Herndon Arthur (1871-1915), épouse de Charles Pinkerton, elle a vécu à New York.

Elle décède d'une pneumonie avant le mandat de son mari.

## Sources
- (en) Cet article est partiellement ou en totalité issu de l’article de Wikipédia en anglais intitulé « Ellen Lewis Herndon Arthur » (voir la liste des auteurs).